# Erasable Programmable Read-Only Memory
 (mars 2013).
Si vous disposez d'ouvrages ou d'articles de référence ou si vous connaissez des sites web de qualité traitant du thème abordé ici, merci de compléter l'article en donnant les références utiles à sa vérifiabilité et en les liant à la section « Notes et références ».

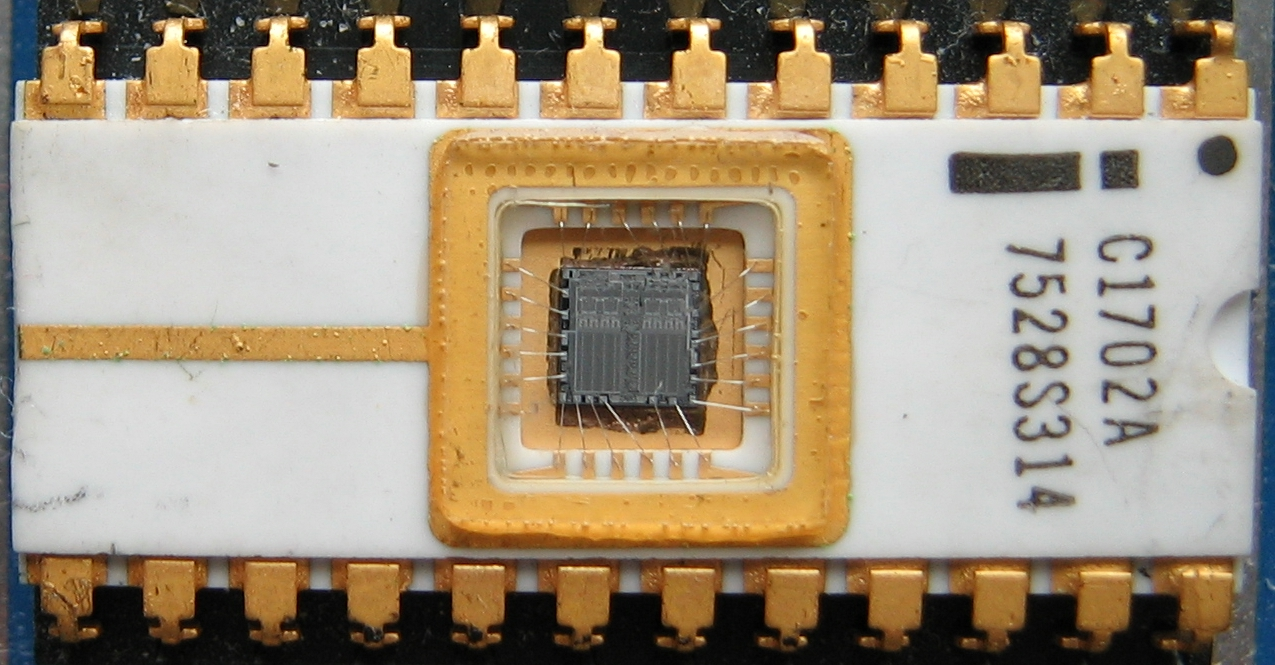
Première mémoire EPROM d'Intel, la 1702 de 2048 bits, organisée en 256 mots de 8 bits.

La mémoire EPROM (de l'anglais Erasable Programmable Read-Only Memory signifiant mémoire morte reprogrammable) est un type de mémoire dite morte dont le code peut être modifié dans certaines conditions.

## Fonctionnement

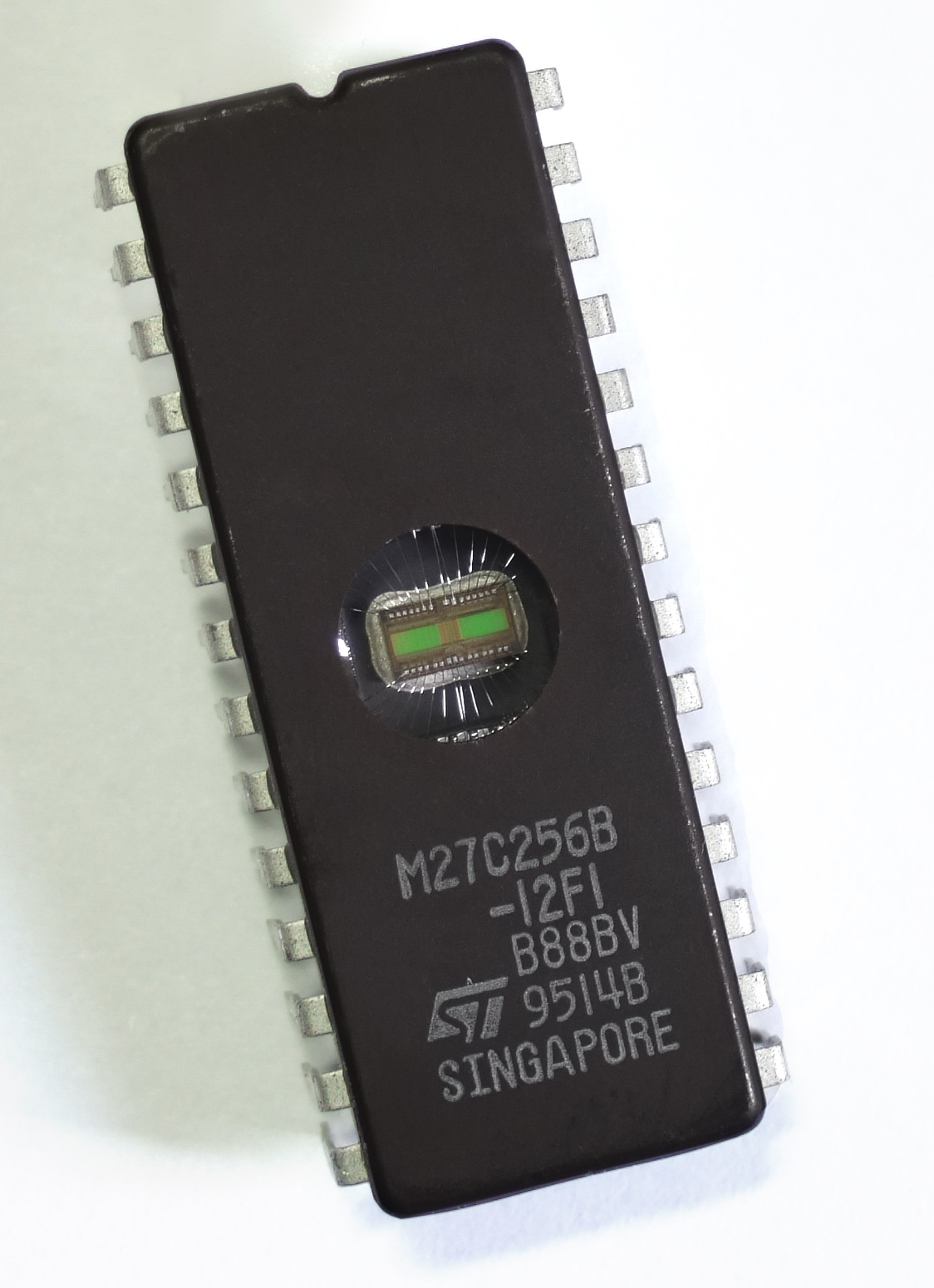
EPROM 27C256 de 256 Kibits, soit 32 Kio.

La mémoire EPROM peut être lue par l'électronique de l'équipement sur lequel elle est utilisée. Par contre, elle ne peut pas être facilement ré-écrite. L'écriture est un processus relativement lent qui dépendra du modèle (exemples : 1 minute pour 2 Mbit pour un modèle moderne - M27C160 - mais jusqu'à 3 minutes pour un modèle plus ancien de seulement 32 Kbit - F2732 -) et nécessitant l'application de tensions électriques plus élevées et rarement gérées directement par la carte mémoire. Il est possible d'écrire la totalité de l'EPROM ou indépendamment certaines adresses mémoires mais il faut pour cela retirer l'EPROM de son support et la placer dans un appareil destiné à cet effet.

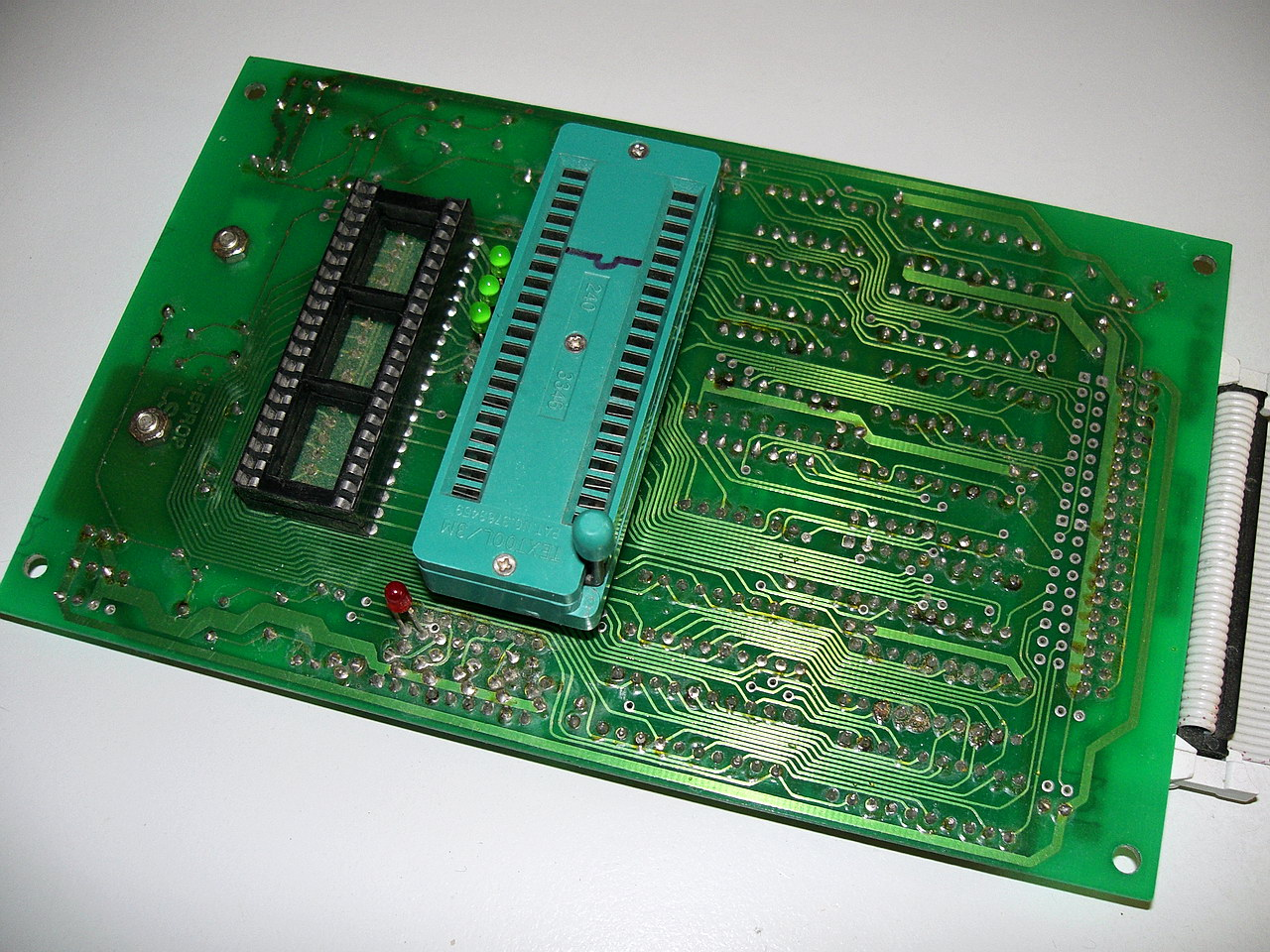
Programmateur de puce. La carte doit être reliée à un ordinateur pour recevoir les données à programmer dans la mémoire.

Pour effacer la mémoire EPROM, il faut la retirer du circuit et soumettre la puce électronique qu'elle contient à travers une fenêtre transparente en quartz à un rayonnement ultra-violet. C'est un processus contraignant, (seule technologie d'effacement disponible à l'époque), qui limite les possibilités d'utilisation de cette mémoire. Il est de cette façon impossible d'effacer sélectivement certaines parties de la mémoire. Quand l'EPROM est exposée à la lumière ultra-violette (bande UV-C), c'est toujours la totalité de l'EPROM qui est réinitialisée. Modifier une seule donnée demande donc l'effacement et la reprogrammation de la totalité de la mémoire EPROM.
Le principe de l'EPROM-UV est le suivant : 
- Une charge d'électrons est stockée dans la grille d'un transistor MOS ; une tension d'environ 25 V (environ moitié moins pour les modèles récents) est requise pour ce stockage lors de la programmation du composant. Si l'on illumine la puce avec des UV-C, l'on fournit assez d'énergie aux électrons piégés pour quitter la grille. La durée requise pour l'effacement est de 10  à   20 minutes.
- Le transfert des données binaires vers un programmateur de puce utilise généralement un fichier texte (ASCII) au format standardisé S-Record ou HEX (Intel).

## PROMversusEPROM
À la différence d'une mémoire PROM (Programmable Read Only Memory) qui ne peut être programmée qu'une seule fois (ou OTP : One Time Programming), une mémoire EPROM peut être effacée et reprogrammée plusieurs fois et peut être lue à l'infini. Les EPROM possèdent une fenêtre transparente permettant le passage de rayons ultraviolets nécessaires à l'effacement. La programmation de l'EPROM nécessite de la positionner physiquement sur un appareil destiné à cette opération.

## EPROM versus EEPROM
Contrairement à l'EPROM, la mémoire EEPROM (Electrically Erasable Programmable Read-Only Memory) peut être effacée électriquement, sans qu'il soit nécessaire de la retirer de l'appareil qui l'utilise.